# Ciparigi (Sukadana)
Ciparigi is een bestuurslaag in het regentschap Ciamis van de provincie West-Java, Indonesië. Ciparigi telt 2650 inwoners (volkstelling 2010).